# Aitor Pérez Arrieta
Aitor Pérez Arrieta (Zegama, 24 de juliol de 1977) és un ciclista basc, ja retirat, que fou professional entre 2004 i 2012. Els seus majors èxits foren dos segons llocs a la Volta a La Rioja de 2010 i a la Volta a la Comunitat Valenciana de 2005.

## Palmarès
- 1999
  - 1r al Trofeu Eusebio Vélez
- 2000
  - Vencedor d'una etapa de la Volta a Segòvia
- 2001
  - 1r a San Martín Proba
- 2002
  - 1r al Circuit de Pascuas
  - 1r al Memorial Gervais
  - 1r a la Prova Loinaz
- 2003
  - 1r al Circuit de Pascuas
  - 1r a la Prova Loinaz
- 2005
  - Vencedor d'una etapa del Gran Premi Internacional do Oeste RTP

### Resultats al Tour de França
- 2010. 82è de la classificació general

### Resultats al Giro d'Itàlia
- 2007. 32è de la classificació general

### Resultats a la Volta a Espanya
- 2004. 66è de la classificació general
- 2009. 111è de la classificació general
- 2011. 106è de la classificació general